# Bobby Ayre
Robert William Ayre (sinh ngày 26 tháng 3 năm 1932) là một cựu cầu thủ bóng đá người Anh thi đấu ở vị trí tiền đạo trung tâm tại Football League.